# Degradatie (materiaal)
Degradatie is het proces waarbij de oorspronkelijke materiaaleigenschappen verloren gaan, zoals verstijven/verharden, verweken, zwellen, verkleven, breken of openbarsten. 
Een goed voorbeeld hiervan is het (tot enkele maten groter) opzwellen van rubber handschoenen in olie.

## Voorbeelden
- Corrosie
- Verrotting